# Gabriel Terra
Gabriel Terra Leivas (* 1. August 1873 in Montevideo; † 15. September 1942 ebenda) war ein uruguayischer Politiker und Präsident des Landes von 1931 bis 1938.

## Leben
Geboren in Montevideo als Sohn des bedeutenden Ökonomen José L. Terra, studierte er bis 1895 Rechtswissenschaften an der Universidad de la República. Er begann seine Karriere bei den Colorados und bekleidete unter José Batlle y Ordóñez ab 1925 das Amt des Ministers für Industrie und Arbeit. 1930 wurde Terra vom Kongress zum Präsidenten gewählt, das Amt trat er 1931 an. Während seiner Präsidialzeit wurde 1932 das Frauenwahlrecht eingeführt.
Am 31. März 1933 erklärte er sich nach einem Putsch zum Diktator. Er löste den nationalen Verwaltungsrat und die legislativen Kräfte, die seine Macht beschränkten, auf. Er erließ 1934 eine neue Verfassung und stellte sich selbst bei der Wahl zum Präsidenten auf. Er gewann die Wahl unter dem Verdacht des Wahlbetrugs. Terra begann bald, die meisten Sozialreformen seines Vorgängers rückgängig zu machen und unterdrückte 1935 brutal eine Revolte gegen sein Regime.

## Familie
Terras Tochter Raquel Terra war mit dem Politiker Alberto Puig Larravide verheiratet. Deren Sohn Daniel Puig Terra, Gabriel Terras Enkel, war Anfang der 1990er Jahre Abgeordneter der Cámara de Representantes.